# 鳴海広道
鳴海 広道（なるみ ひろみち、1941年（昭和16年）3月10日 - 2020年（令和2年）12月15日）は、日本の政治家。青森県黒石市長（4期）。青森県議会議員（通算5期）。

## 来歴
青森県黒石市出身。日本大学法学部中退。黒石市議会議員を経て、1975年（昭和50年）の青森県議会議員選挙で初当選。1995年（平成7年）まで務める。この間、1991年（平成3年）議長に就任した。
1995年の第17回参議院議員通常選挙において青森県選挙区から自由民主党公認で立候補したが、新進党公認の山崎力に敗れた。
1998年（平成10年）6月の黒石市長選挙に出馬し、元青森県議の高樋憲を破って初当選した。
黒石市長を4期務め、2014年（平成26年）に退任した。
2020年に死去した。
このほか、東北電力取締役、浅瀬石川土地改良区理事長、黒石市ソフトボール協会会長、黒石卓球協会顧問などを務めた。